# Lữ đoàn 316 Đặc công Biệt động, Quân đội nhân dân Việt Nam
Lữ đoàn 316 Đặc công Biệt động là một đơn vị đặc công biệt động được thành lập vào ngày 20 tháng 3 năm 1974 để tham gia tiến công giải phóng Sài Gòn. Lực lượng của lữ đoàn gồm 14 tiểu đoàn đặc công và 12 đôi đặc công (Z, tương đương tiểu đoàn). 

## Lịch sử
Lữ đoàn đã tham gia một số trận đánh tiêu biểu là:
- Đánh chìm 2 tàu chiến ở Vũng Tàu ngày 14 tháng 5 năm 1974;
- Đánh chiếm Dinh Độc Lập;
- Đánh chiếm Tổng Nha Cảnh sát, Việt Nam Cộng hòa
- Đánh sân bay Tân Sơn Nhất
- Đánh giữa những cây cầu huyết mạch xung quanh thành phố để mở đường cho các cánh quân giải phóng tiến vào Sài Gòn, nổi tiếng là trận đánh chiếm cầu Rạch Chiếc ngày 27 tháng 4 năm 1975

Sau Chiến tranh Việt Nam, tháng 7 năm 1975, lữ đoàn rút gọn thành trung đoàn 316 thuộc Quân khu VII. Tháng 9 năm 1979, trung đoàn tham gia Chiến tranh biên giới Tây Nam. Tháng 12 năm 1979, trung đoàn được điều ra tham gia bảo vệ biên giới phía bắc. Cuối năm 1980, trung đoàn 316 được giải thể. Tháng 4 năm 2015, lữ đoàn được Nhà nước Việt Nam tặng danh hiệu Anh hùng lực lượng vũ trang nhân dân. Đơn vị còn có 7 cá nhân được tuyên dương Anh hùng.